# Amadou Sidibé
Amadou Sidibé (Bamako, Malí, 19 de febrero de 1986), futbolista maliense. Juega de defensa y su actual equipo es el AJ Auxerre de la Ligue 1 de Francia. 

## Selección nacional
Es el segundo capitán de la Selección de Malí, ha jugado 38 partidos y ha anotado 28 goles.

## Clubes
| Club                       | País    | Año       |
| -------------------------- | ------- | --------- |
| Cercle Olympique de Bamako | Malí    | 2007      |
| Djoliba AC                 | Malí    | 2007-2008 |
| AJ Auxerre                 | Francia | 2008-     |

- Datos: Q452337